# Anklam
Anklam, Hansestadt Anklam – miasto w północno-wschodnich Niemczech w kraju związkowym Meklemburgia-Pomorze Przednie, w powiecie Vorpommern-Greifswald, na Równinie Północno-wschodniomeklemburskiej, nad rzeką Pianą.
W 2018 miasto liczyło 12 385 mieszkańców, a jego powierzchnia wynosiła 56,68 km². Miasto dzieli się na 9 dzielnic (Stadtteil): Altstadt, Innenstadt (Anklam) Ost (Anklam) West, Südstadt, Stadtwald, Peendamm, Gellendin, Pelsin.
Anklam jest ośrodkiem przemysłowym (m.in. przetwórstwo spożywcze) i usługowym. Ze względu na swoje położenie stanowi ważny węzeł transportowy regionu. Na jego terenie zlokalizowane są: stacja kolejowa, lotnisko i port rzeczny. Jest jednym z najważniejszych portów śródlądowych w Meklemburgii-Pomorzu Przednim.

## Geografia

### Podział administracyjny
Od 1 stycznia 2010 miasto dzieli się na 9 dzielnic: Altstadt, Innenstadt, Ost, West, Südstadt, Stadtwald, Peendamm, Gellendin, Pelsin, kiedy to do Anklam przyłączono wieś Pelsin (wraz ze Stretense), która ukonstytuowała dziewiątą dzielnicę.
Prócz tego wydzielane są części miejscowości (Ortsteil): Gellendin, Pelsin, Stretense. W historii miasta wydzielano też jako osobne części miejscowości: Schanzenberg (część dzielnicy Ost).

## Historia

### Toponimia
Pierwsza wzmianka o miejscowości pochodzi z 1243 roku, kiedy to zapisano jej nazwę w formie Tanchlim. Nazwa była później notowana także w formach Tanchlym (1247), Thanglim (1256), Tanchlim (1264), Tanclam (1272), Tanglim (1280), Anclem (1283), Anclim (1284), Anchclam (1298), Anclem (1301), Anclam (1321).
Nazwa miasta pochodzi od staropołabskiej nazwy osobowej *Tąglim. Toponim utworzony został przez dodanie przyrostka dzierżawczego -j do nazwy osobowej i określał pierwotnie ‘gród Tąglima’. Po przejęciu nazwy do języka niemieckiego przyrostek dzierżawczy zanikł. Sama nazwa osobowa powiązana jest z połabskimi imionami złożonymi typu *Tągomir, zawierających rdzeń *tąg- (prasłowiańskie *tǫgъ) w znaczeniu ‘twardy, sztywny, mocny’. Pierwotne nagłosowe T- kojarzone przez ludność niemieckojęzyczną z dolnoniemieckimi przyimkami to, te, czyli ‘do, w, na’, od końca XIII wieku było coraz częściej opuszczane jako niebędące integralną częścią nazwy i z czasem zupełnie zanikło. Do początków XX wieku powszechnie stosowanym zapisem nazwy miasta była forma Anclam.
W języku polskim spotykane są formy Tąglim lub Tanglim , nawiązujące do pierwotnej nazwy połabskiej. W niektórych publikacjach spotyka się także formy Nakło oraz Nakielec.

### W księstwie zachodniopomorskim. Średniowiecze

#### Początki. Nadanie praw miejskich
Anklam powstało w ramach działań kolonizacyjnych południowo-zachodniego wybrzeża Morza Bałtyckiego w XIII wieku w pobliżu osady handlowej Menzlin, siedziby kasztelańskiej w Groźwinie (którego upadek może być prawdopodobnie wiązany z początkami miasta) i klasztoru w Słupie. Miejscowość ta być może pierwotnie pełniła funkcję obsługującego pobliski klasztor i jego posiadłości ośrodka handlowego, którego obszar oddziaływania w późniejszym czasie objął całą ziemię groźwińską. Najstarsza wzmianka o tej miejscowości pochodzi z 1243 roku, kiedy to w jednym z dokumentów świadkuje tamtejszy sołtys Albert (Albertus scultetus in Tanchlim), co świadczy o istnieniu tam kolonii niemieckiej rządzącej się prawem magdeburskim i związanej z kościołem Mariackim. Powstała ona przy rozwidleniu głównego szlaku handlowego ze Szczecina do Hamburga i nadbałtyckich portów meklemburskich oraz jego drugorzędnej odnogi wiodącej do Wołogoszczy. Nie zachował się przywilej dotyczący nadania praw miejskich, jednak przyjmuje się, że pozostawało to w związku z zaistnieniem drugiego obszaru zasiedlenia (przez kolonistów z północno-wschodnich Niemiec) wokół kościoła św. Mikołaja i że nastąpiło to ok. 1245 (a najpóźniej w latach 50. XIII w.), najpewniej w odmianie lubeckiej, którym miasto się dowodnie w późniejszym czasie rządziło. Przez następne dwudziestolecie nazwa Anklam pojawia się jako miejsce wystawienia trzech dokumentów (w 1247, 1254 i 1256) księcia szczecińskiego z dynastii Gryfitów Barnima I, co świadczy o dość częstych jego tam pobytach, oraz jako odmiejscowe określenie świadkujących: rycerza Tammona (Tam[mo] de Anclam; w 1251), wójtów Johanna Manteuffla (Johannes Mandiuel aduocatus de Thanglim; w 1256) i Oldaga von Schwerina, Aldago aduocato de Thanchlim ; w 1258) oraz mincerza Konrada (Conradus monetarius de Thanglim; w 1256). Pierwszy znany dokument dla miasta (którego wystawcą był Barnim I), i równocześnie pierwszy, w którym mówi się o obywatelach Anklam, a co za tym idzie poświadczający posiadanie przez ten ośrodek praw miejskich, pochodził z 1264 i dotyczył wolności celnej dla statków z Anklam na obszarze podległym wystawcy. Miasto zaliczało się wówczas do mniej istotnych bałtyckich portów zachodniopomorskich.

#### Dalsze przywileje samorządowe. Stosunki z książętami pomorskimi. Polityka wewnętrzna miasta
W wyniku podziału Pomorza Zachodniego z 1295 miasto znalazło się w księstwie wołogoskim. Dokumentem z 1312 wnuk Barnima I książę wołogoski Warcisław IV zagwarantował miastu prawo uwięzienia wasali książęcych oraz jego chłopów w razie celowego uchylania się tychże od spłaty pożyczek udzielonych przez obywateli Anklam, a także możliwość karania urzędników książęcych, którzy by powyższego prawa nie respektowali. Dzięki uzyskaniu w 1322 w lenno od syna Barnima I księcia szczecińskiego Ottona I połowy dóbr przynależnych do zamku Bugewitz (wraz z połową obszaru tego ostatnim; z których spełniali obowiązek lenny) mieszczanie otrzymali na wzór rycerski prawo do ubiegania się o uwolnienie z niewoli oraz rekompensatę za utraconą broń i konie. Anklam wsparło działania władców pomorskich z dynastii Gryfitów w wybuchłym po śmierci Warcisława IV konflikcie o sukcesję rugijską. W ramach zawartego w 1353 porozumienia z innymi miastami księstwa wołogoskiego rada Anklam współopracowała statuty rady miejskiej (statuta senatus) oraz zobligowała się ograniczyć liczbę członków rady miejskiej do 24 osób. Rok później synowie Warcisława IV: Bogusław V, Barnim IV i Warcisław V potwierdzili miastu i jego obywatelom wolność stosowania miejskiego sądownictwa (ius de non evocando), którego emanacją był jednak książęcy wójt (wyłączając jednak sprawy dotyczące stosunków lennych i przestępstw dokonanych poza obrębem miejskim). W tym okresie doszło do rozdźwięku między radą miejską a rzemieślnikami: w 1387 cechy wytwórców żywności (m.in. rzeźników i piekarzy) stanęły w opozycji do rady, sprzeciwiając się nowym przepisom dotyczącym obrotu towarowego, dodatkowo pobudzeni wieścią o możliwej utracie przywilejów miejskich na rzecz książąt członkowie cechów dokonali zamachu stanu: po zabójstwie członków rady miejskiej ustanowiono nową, demokratyczną. W odpowiedzi na te rozruchy książę wołogoski Bogusław VI (syn Barnima IV) powołał doraźny sąd karny do osądzenia głównych inicjatorów, który wydał krwawe wyroki; samemu miastu udało się uniknąć większych strat.

#### Członek Hanzy. Stosunki z innymi miastami pomorskimi i Skandynawią
Wzrost znaczenia miasta spowodował, że w 1283 jego przedstawiciele brali udział w zawarciu pokoju ziemskiego w Rostocku, a samo miasto zostało wspomniane w dokumencie króla Danii Eryka Glippinga dotyczącym wolności handlu dla kupców (i opieki nad nimi) w Danii i Skanii. Od tego czasu Anklam przynależało do grupy miast nadbałtyckich (wendyjskich) Hanzy, a jego przedstawiciele uczestniczyli jako pełnoprawni członkowie w ogólnych zjazdach organizacji (Hansetage) i podpisywali się pod jej postanowieniami i uchwałami (Hanserezesse; najstarsza pochodzi z 1358). W 1326 król Danii Waldemar III potwierdził przywileje pomorskich miast hanzeatyckich, a w 1338 wolność połowu dla Anklam u wybrzeży Skanii, wreszcie w 1343 król Szwecji Magnus II Smek zatwierdził miejskie bazy połowowe w skańskim Falsterbo (o tamtejsze bazy połowowe miasto wiodło spór z Greifswaldem w 1345). Miasto współpracowało z innymi miastami hanzeatyckimi księstwa wołogoskiego: Strzałowem, Gryfią i Dyminem; zawierało z nimi pokoje ziemskie w 1339 (na dwa lata; Anklam miało obowiązek wystawienia 15 konnych), 1352 (na rok) i 1353 (na dwa lata). W wojnach Hanzy z Danią Waldemara Atterdaga miasto obok Szczecina i Kołobrzegu wzięło udział, wspierając wojska hanzeatyckie w 1361 6 kogami i 6 szkutami wraz z 600 ludźmi. Pod koniec XIV wieku Anklam ponownie zacieśniło współpracę z innymi miastami księstwa wołogoskiego: w 1394 w celu zwalczenia piractwa w przymierzu z Gryfią, Dyminem i Wołogoszczą wyekwipowało 2 kogi, obsadzone przez 120 zbrojnych, a w 1399 z dwoma pierwszymi oraz ze Strzałowem odnowiło pokój ziemski, zobowiązując się wystawić (wraz z Dyminem) 25 zbrojnych i 6 strzelców konnych.

#### Rozwój gospodarczy miasta

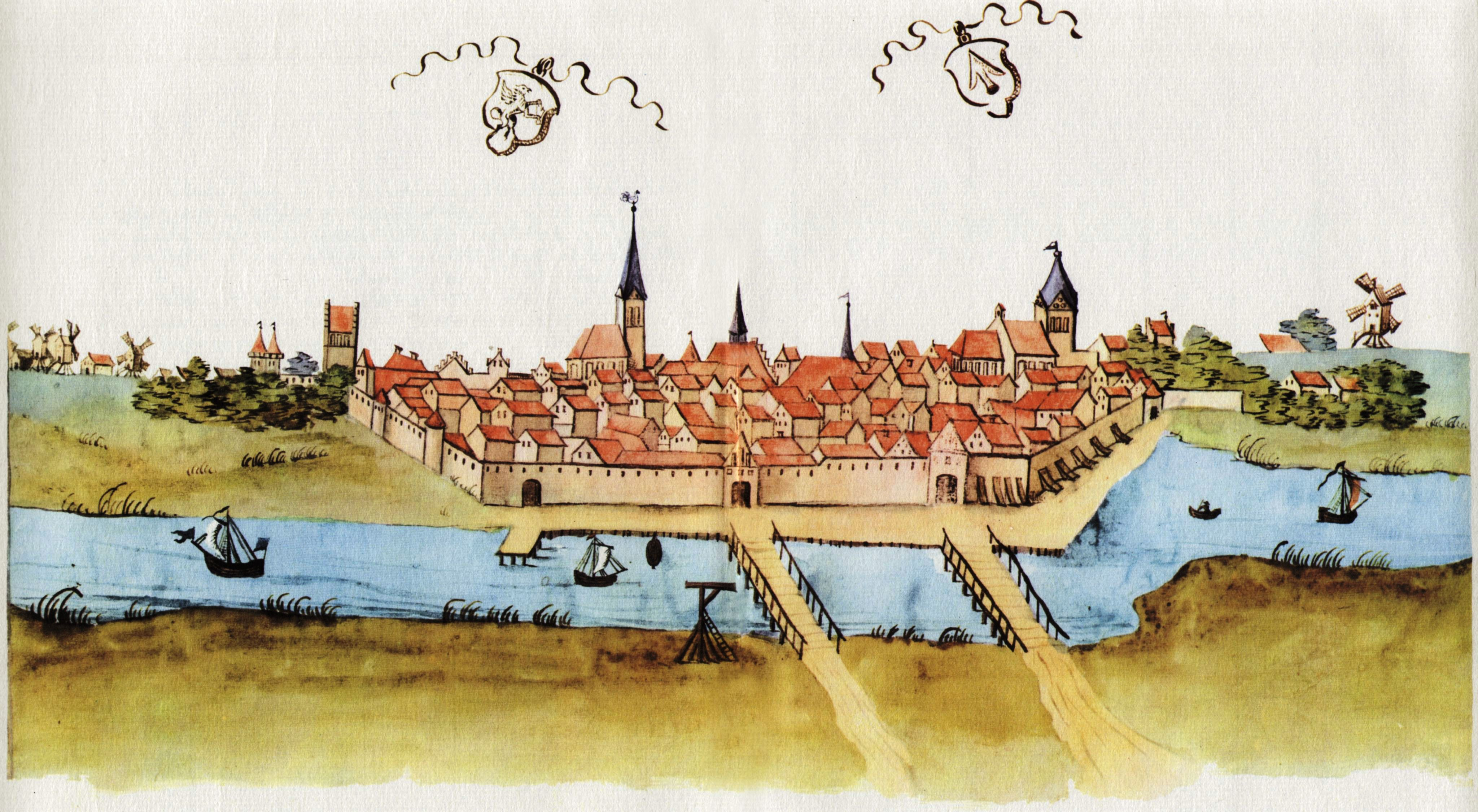
Widok Anklam z 1611/1615

Od końca XIII i w XIV wieku nastąpił wzrost znaczenia Anklam, które weszło do grupy wielkich zachodniopomorskich ośrodków handlowych, a znaczenie handlu bałtyckiego dla miasta było nie do przecenienia W 1284 miasto wykupiło od książęcego wójta Hermanna von Brökera cło, co potwierdził syn Barnima I Bogusław IV, a dwa lata później miasto zgodziło się na obniżenie cła płaconego przez obywateli Malchina. Przywileje dla miasta nadane przez Ottona I w 1294 i 1295 zagwarantowały Anklam odpowiednio: prawo używania szefli sundzkich (korzec według miary Strzałowa) oraz prawo bezcłowego (w ramach księstwa) obrotu towarami oraz zbożem dostarczanymi do miasta i z niego ekspediowanymi. Książę wołogoski Bogusław IV w 1302 rozszerzył wolność celną miasta także na obszar pozostający pod jego władzą, zobowiązał się też do zapewnienia eskorty kupcom duńskim, szwedzkim i norweskim zdążającym do Anklam. Rok wcześniej miasto uzyskało od władcy cło z Japenzina, a w 1302 dodatkowo z Anklamer Fähre, jednocześnie określając jego wysokość w zależności od towaru. Następca Bogusława IV, jego syn Warcisław IV w 1312 w zamian za pożyczkę (100 grzywien srebra) rozszerzył wolność celną mieszkańców miasta na Świnę i Pianę i zezwolił na połowy na Zalewie Szczecińskim (co potwierdził w 1320), a w tymże roku (wraz z Ottonem I) zgodzili się na otrzymanie przez Anklam odszkodowania z powodu nadania wolności celnej miastom Marchii Wkrzańskiej, a ten ostatni w 1326 zniósł opłaty celne od kupców zmierzających do Anklam w ziemi grozwińskiej i dymińskiej  dokument Ottona I błędnie datowany na 1320. Po zniszczeniu (z pomocą księcia Ottona I i okolicznych miast hanzeatyckich: Gryfii, Dymina i Trzebiatowa) w 1322 zamku Bugewitz, będącego bazą wypadową do napadów na kupców zmierzających do i z Anklam, miasto to uzyskało także zapewnienie o książęcych sprzeciwie wobec zakładania tego typu rezydencji rycerskich w przyszłości. W 1325 Warcisław IV sprzedał (za 400 grzywien denarów słowiańskich) na rzecz miasta (oraz Gryfii) prawo bicia monety (przez osiem lat denarów słowiańskich (denarii slavicales), a następnie okelpennigów (denarii augmentabiles)) dla obszaru między Pianą a Świną. Z 1330 znany jest statut cechu kramarzy. W 1340 syn Warcisława IV Barnim IV zagwarantował miastu, że nie będzie zezwalał na budowanie umocnień wzdłuż Piany poza Jarmen. Pożar z roku 1367 (którego początek datuje się na 15 września) strawił niemal całe miasto (włącznie z ratuszem); ocalało kilka domostw oraz kościół Mariacki. W 1418 książę wołogoski Warcisław IX (prawnuk Barnima IV) potwierdził Anklam prawo do połowów na zatoce Achterwasser, a pięć lat później przeniósł olborę miasta (w wysokości 100 grzywien) na Dietricha Köllera (Kolre).

#### Budowle publiczne w mieście

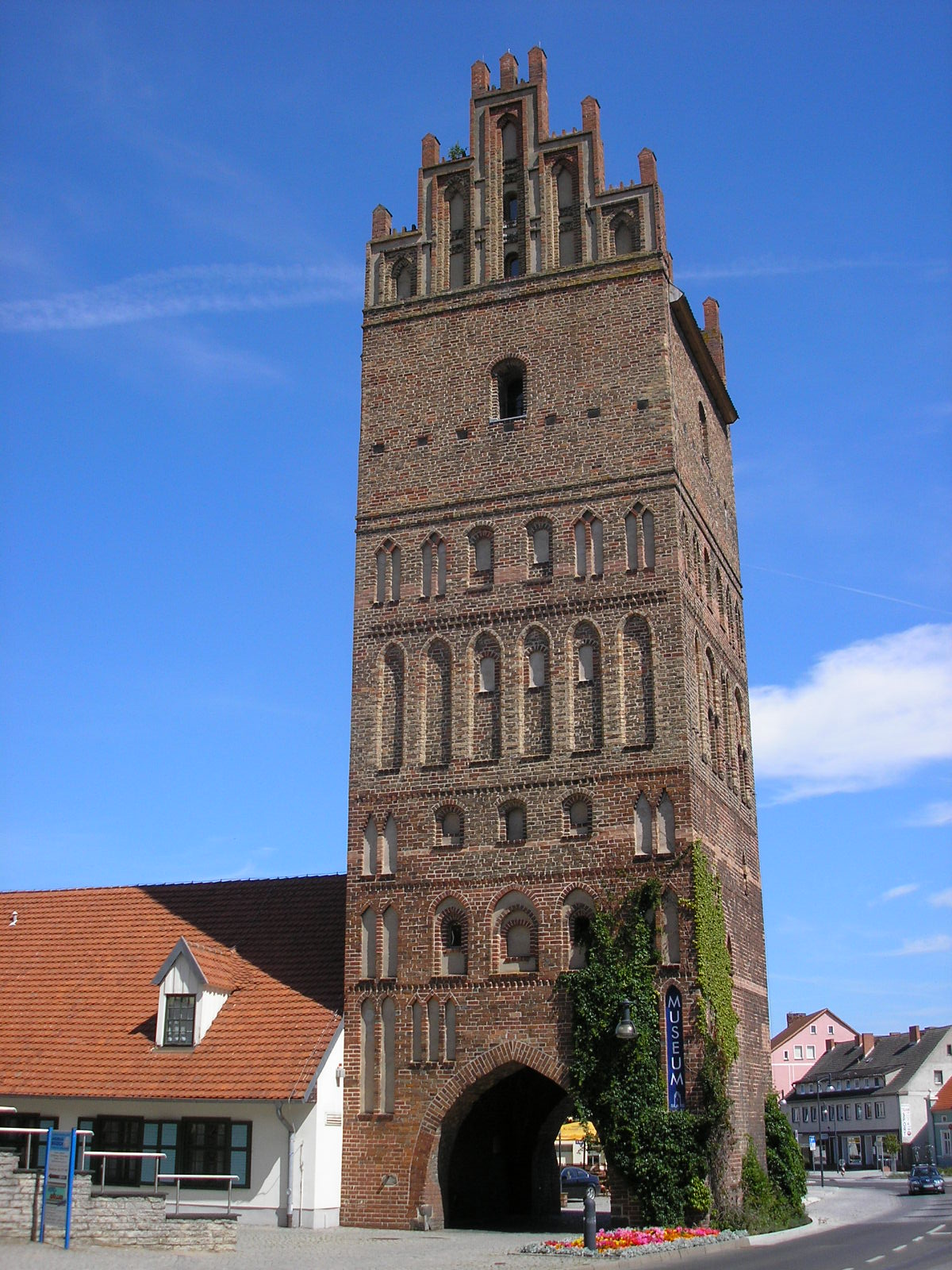
Steintor (Kamienna brama)

Jako pierwszy wspomniany w dokumentach został w 1272 szpital św. Ducha, który wsparty został wówczas (i w późniejszych – do 1277 – latach) nadaniami ze środków miejskich. W 1304 wydane zostało pozwolenie na erygowanie w mieście klasztoru augustianów. W 1312 istniała już (utrzymywana z opłat na rzecz miasta) kamienna grobla nad Pianą w kierunku Ziethen.

#### Posiadłości miejskie. Stosunki z okolicznymi posiadaczami ziemskimi
W ostatniej ćwierci XIII wieku miasto pozyskało na własność wieś Tuchow (1275; kupno od książęcego marszałka Heinricha von Santzena i jego braci Johanna i Hermanna) oraz dziesięciny z tejże wsi oraz z Gnewezina (1276). Dobra ziemskie z Tuchowa (utożsamianego z późniejszym obszarem miejskim o nazwie Neue Stadtfeld) od 1284 podlegały pod prawo miejskie. Kolejny władca zachodniopomorski Bogusław IV prócz potwierdzenia przywilejów miasta w 1278, nadał mu w cztery lata później wieś Rosenhagen, a w 1285 także Pelsin, Gellendin, Woserow i Bargischow (jako wynagrodzenie za wierność i szkody odniesione w czasie walk z Brandenburgią) oraz tereny Anklamer Fähre (olden Vir; trzymane przez książęcych wasali), których pełną własność uzyskało w 1302. W 1337 miasto nabyło (z prawem odkupu) za 800 grzywien od klasztoru w Pudagli (z którym w tym czasie oraz później, w 1360, wiodło też z sukcesem spór o łąki i torfowiska leżące na przeciwległym brzegu Piany oraz łowiska w bliskich Zecherinowi wodach zwanych Monneketoch) wieś Mönchow. Podobne spory graniczne wiodło Anklam z pobliskim klasztorem w Słupie w 1348 i 1393. Krwawa rywalizacja z możnym rodem von Schwerin ze Spantekowa pomimo wyroku z 1370 książąt wołogoskich: Bogusława V, jego syna Kazimierza oraz bratanków tego pierwszego Bogusława VI i Warcisława VI, w myśl którego ród rycerski jako zadośćuczynienie krzywd miał ufundować w Anklam wikarię, trwała (pomimo ugody z 1392) aż do 1417, kiedy wymuszono na uwięzionym Heinrichu Schwerinie zaprzestanie waśni. Z inną grupą rycerstwa: Schwerinami z Altwigshagen, Berndem Behrem i Hassonem von Blankenburgiem, miasto doszło do ugody w 1386.

### W księstwie zachodniopomorskim. 1474/1478–1648
Po objęciu władzy nad całym dziedzictwem Gryfitów przez Bogusława X miasto kontynuowało współpracę zarówno z innymi miastami księstwa wołogoskiego (z Dyminem ułożyło się w 1485 w kwestii wzajemnego uznawania wolności handlu morskiego), jak i z władcami (w 1491 wsparło Bogusława X w konflikcie z Maltzanami zakończonym zdobyciem i zniszczeniem zamku Wolde). Według rejestru popisowego z 1523 Anklam było zobowiązane do wystawienia 30 konnych i 100 pieszych (w tym 70 uzbrojonych w piki, 15 w halabardy i 15 w broń palną). Do schyłku XVI wieku Anklam było jednym z najważniejszych zaodrzańskich ośrodków handlu (szczególnie zbożem). W świetle niepełnych danych z lat 1496–1569 statki handlowe miasta stanowiły 5% jednostek pomorskich przepływających przez Sund, były też trzecimi z ziem zaodrzańskich (po strzałowskich i gryfijskich) najczęściej zawijającymi do portu w Gdańsku. Dalej (aż do połowy XVI w.) Anklam pozostawało też członkiem Hanzy. W 1530 synowie Bogusława X, książęta Jerzy I i Barnim IX Pobożny uzyskali od Anklam pożyczkę w wysokości 500 florenów w zastaw za miejską olborę. W 1536 dzięki zapośredniczeniu syna Jerzego I, księcia wołogoskiego Filipa I rada miejska oraz gildia kupiecka ułożyły się z rzemieślnikami, stwierdzając, że ci ostatni mają prawo do warzenia piwa na własny użytek (raz do roku mogą prowadzić wyszynk dzbanami) z pozyskiwanych przez siebie surowców, do eksportu określonej ilość mąki i ziarna rocznie oraz do połowów na własny użytek (bez tworzenia maszoperii) na Zalewie Szczecińskim, a z kolei to tylko rada (a nie starsi cechów) miała prawo zwoływania obywateli, a kupcy handlować tylko za własne lub pożyczone na procent pieniądze oraz utrzymywać zapasy ziarna na odpowiednim poziomie. Kolejne, nowe zarządzenia miejskie (Bursprake) wydano w 1544. Na przełomie lat 20. i 30. XVI w. na Anklam rozprzestrzenił się ruch reformacyjny. Miasto należało do pierwszej grupy ośrodków księstwa, które już w 1535 było wizytowane przez komisje Bugenhagena, mające ustalić ramy stosunków kościelnych po sejmie trzebiatowskim. Kolejne pożary miały miejsce w 1525 (objął rynek wraz ratuszem oraz zabudowania przy Baustraße i Burgstraße), w 1533 (zabudowania przy Steinstraße; połowa długu hipotecznego pokrzywdzonych została przez księcia umorzona) oraz w 1565. Jeszcze w 1540 miasto pozyskało drogą wymiany leżącą na zalewie wyspę Schadefähre. Jeszcze w początku XVII w. Anklam sytuowało się w czołówce (jako piąte) największych miast Pomorza Zachodniego, bazując na obciążeniach podatkowych, wynoszących w przeliczeniu około 2000 włók podatkowych. Jego statki w drugiej połowie XVI i w pierwszej połowie XVII w. stanowiły 2,2% jednostek z Pomorza Zachodniego, które przepływały przez Sund, kierując się do portów Europy Zachodniej. Był też wówczas ważnym ośrodkiem handlu wewnętrznego w księstwie wołogoskim (próbującym nawet ograniczyć spław towarów Pianą dokonywany przez kupców z Loitz), a także piwowarstwa, którego produkcja (nie zawsze własna) przeznaczona była również na eksport.

### Czasy panowania szwedzkiego

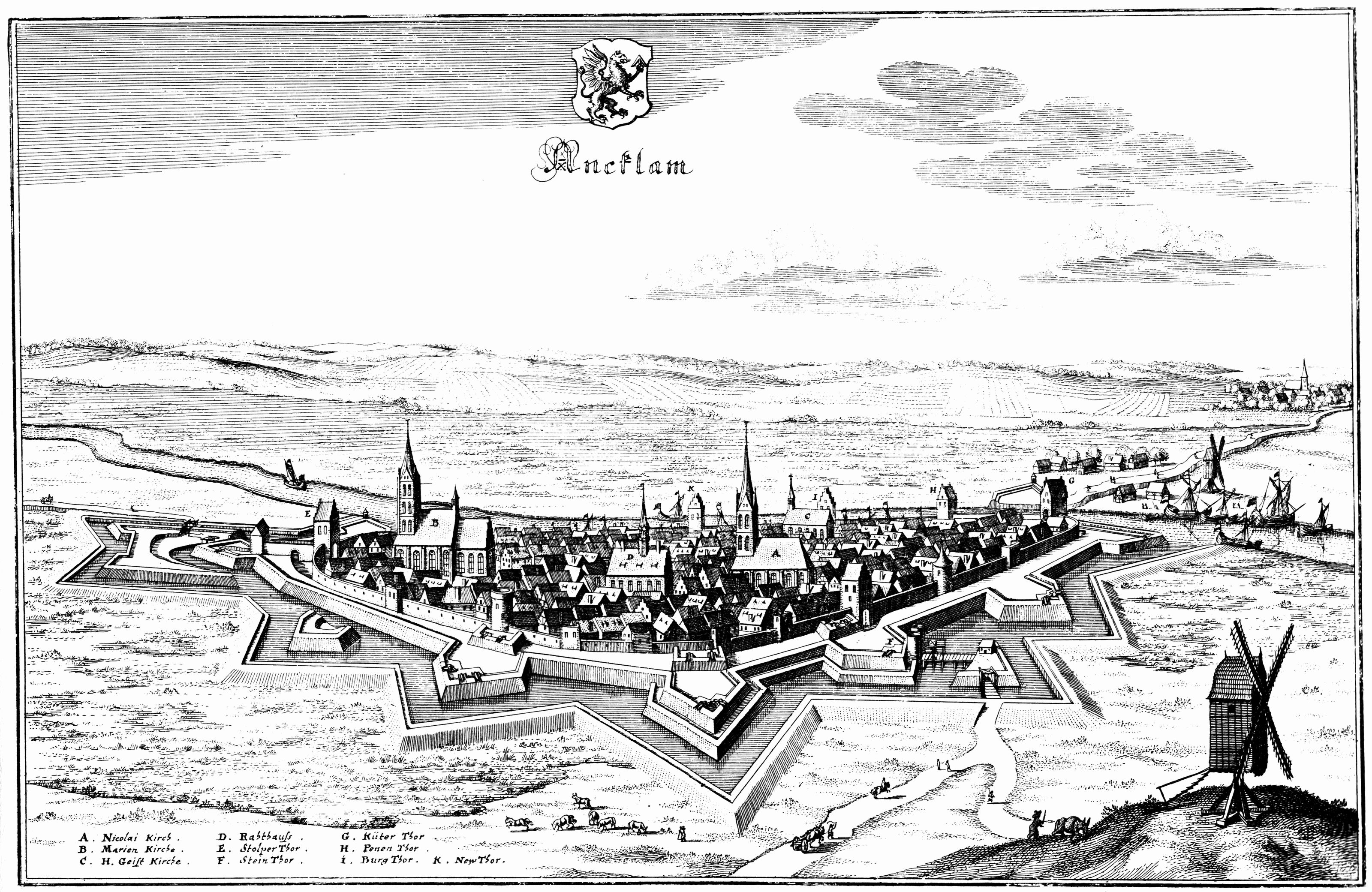
Anklam w I połowie XVII wieku według Meriana

W czasie wojny trzydziestoletniej w pobliskim Peenemünde 26 czerwca 1630 wylądowały wojska króla szwedzkiego Gustawa Adolfa rozpoczynając szwedzką okupację. Po zakończeniu wojny pokojem westfalskim w 1648 miasto weszło w skład Pomorza Szwedzkiego, jako jedno z czterech miast miało przedstawiciela we władzach lokalnych (od 1689 – po zmniejszeniu trzy lata wcześniej liczby landratów do trzech – przedstawiciel Anklam zasiadał we władzach naprzemiennie z przedstawicielem Greifswaldu). W czasie II wojny północnej podmiejskie wsie zostały spalone przez oddziały polskie Stefana Czarnieckiego, który nie podjął jednak decyzji o oblężeniu Anklam. Z kolei podczas wojny skańskiej miasto nie tylko zostało zdobyte w 1676 przez wojska brandenburskie Fryderyka Wilhelma I (Wielkiego Elektora), lecz także trzymane przez nie aż do 1679; podobnie w 1711 w toku działań wielkiej wojny północnej miasto zdobyły oddziały rosyjsko-saskie. Rozkaz cara Piotra I o spaleniu miasta w 1713 dzięki uwięzieniu po drodze w Greifswaldzie carskiego posłańca (za udział w pojedynku z dowódcą tamtejszych wojsk duńskich Christianem Thomesenem Carlem i zabicie go) zdążył zostać odwołany dzięki wstawiennictwu króla Danii Fryderyka IV; Anklam zostało jedynie splądrowane, a na pamiątkę tego wydarzenia obchodzone było doroczne święto. W czasach szwedzkich doszło poza tym w 1659 do pożaru, który objął 100 domów i kościół św. Ducha, a w 1709 w mieście szerzyła się zaraza. Władze szwedzkie udzieliły z kolei Anklam po zakończeniu działań wojny skańskiej trzyletniego moratorium podatkowego.

### Panowanie pruskie

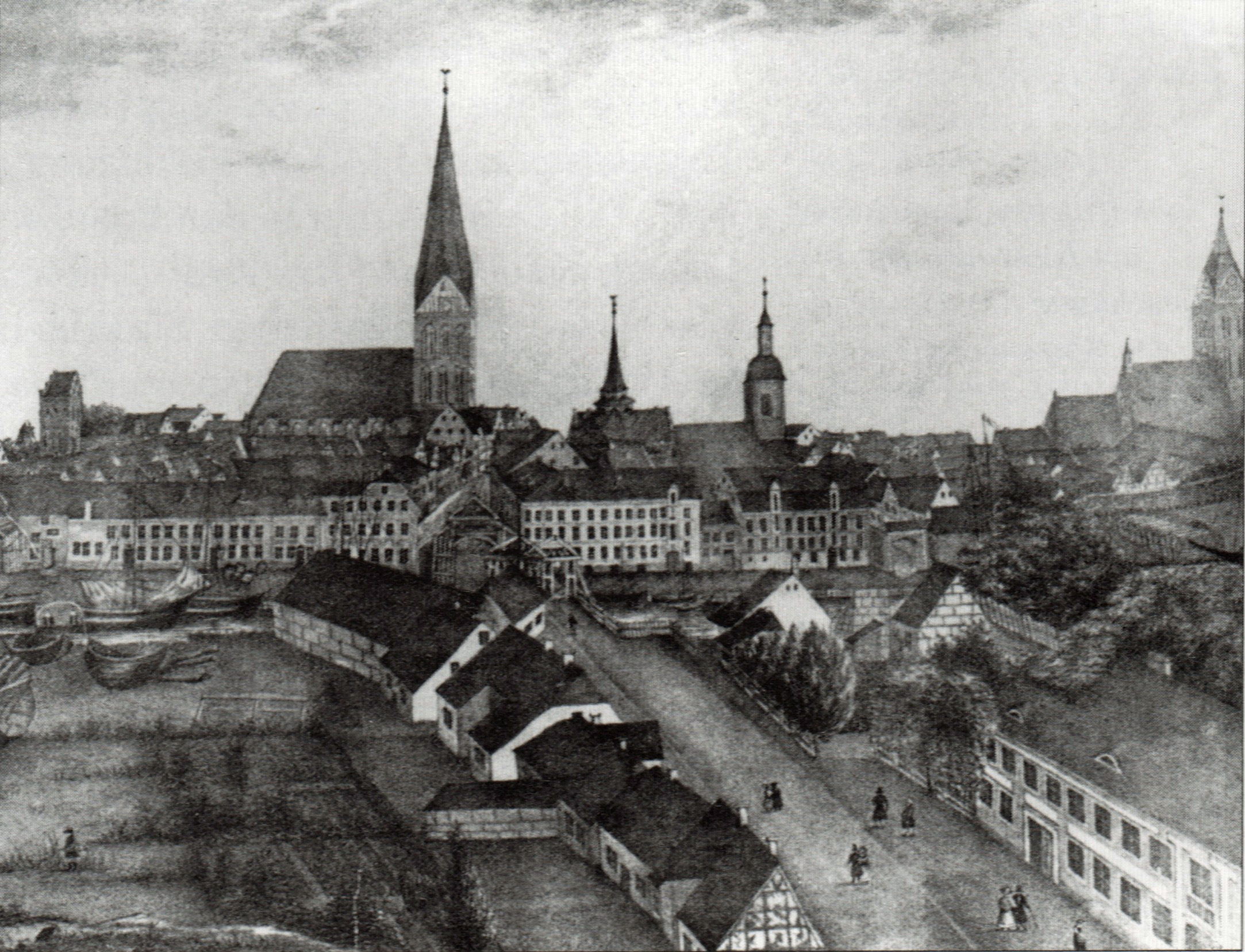
Anklam ok. 1800

W następstwie zawarcia partykularnego pokoju sztokholmskiego z 1720, kończącego konflikt prusko-szwedzki Anklam znalazło się w granicach Prus i w krótkim czasie wybudowano 100 domów, a w 1738 odbudowano także kościół św. Ducha, który stał się świątynią garnizonową. Znaczące straty (wyceniane ówcześnie na 350 tys. talarów) odniosło Anklam w toku walk wojny siedmioletniej; rokrocznie (w latach 1757–1761) było zajmowane przez wojska szwedzkie i każdorazowo przejmowane przez wojska pruskie, w następstwie tych działań doszło do rozebrania murów miejskich (w tym bram: piańskiej i zamkowej) i zasypania fosy (tereny przez nie zajmowane przekazano mieszkańcom miasta na ogrody), aby uniemożliwić przeciwnikowi utrzymanie się w mieście. W połowie XVIII wieku powstały nowe kolonie miejskie: Kalkstein (Schwalkenheide), Leopoldshagen (Grünenberg; obie założone 1749) oraz Neu-Kosenow (założona 1752). W ramach reformy sądownictwa w 1776 oddzielono sąd miejski od kolegium magistratu. Przejściowo (w latach 1806–1808) miasto zajęte było przez wojska francuskie. Dzięki korzystnemu położeniu nad rzeką Pianą w mieście w XIX wieku szeroko rozwinął się przemysł.
Od 1905 miasto posiada sieć wodociągową, a od 1921 przyłączone jest do sieci elektrycznej.

### Po 1945
W 1943 część miasta została zniszczona przez amerykański nalot na ulokowaną nieopodal fabrykę koncernu Arado. W lutym 1945 r. przez miasto przeszedł marsz śmierci jeńców alianckich z niemieckiego obozu jenieckiego Stalag XX B. Podczas walk w 1945 miasto zostało zniszczone w 80%. W latach 1949–1990 należało do NRD. W 1989 miało około 21,3 tys. mieszkańców, po zjednoczeniu Niemiec i związanych z tym zmian gospodarczych liczba drastycznie spadła.
Do 3 września 2011 siedziba powiatu Ostvorpommern.

## Demografia
W 2018 miasto liczyło 12 385 mieszkańców, a jego powierzchnia wynosiła 56,68 km².
| Liczba mieszkańców w latach 1722–2018 |
|                                       |

## Polityka
Miasto było już od XIII wieku ośrodkiem administracyjnym na Pomorzu Zachodnim; najpierw przejęło funkcję stolicy okręgu kasztelańskiego kosztem pobliskiego Groźwina, a następnie było siedzibą landwójta. W pierwszej połowie XVI wieku w Anklam z rzadka obradował sejm pomorski, a po podziale z 1532 znajdował się w mieście skarb ziemski (Landkasten) dla księstwa wołogoskiego. Burmistrz Anklam poświadczony jest w 1863 jako jeden z dwóch (obok swojego odpowiednika ze Strzałowa) przedstawicieli miast w kolegium zarządzającym tym skarbem.

### Burmistrzowie
| Burmistrzowie Anklam od 1809       | Burmistrzowie Anklam od 1809 |
| Burmistrz                          | Objęcie urzędu               |
| ---------------------------------- | ---------------------------- |
| Ernst Ludwig Kirstein              | 1809                         |
| Georg Friedrich August Klappenbach | 1844                         |
| Carl Friedrich Kirstein            | 1846                         |
| Karl Gustav Grafe                  | 1865                         |
| Hermann Peters                     | 1873                         |
| Hans Löwe                          | 1889                         |
| Karl Unglaube                      | 1909                         |
| Karl Hannemann                     | 1922                         |
| Johannes Bauer                     | 1927                         |
| Hans Falke                         | 1945                         |
| Heribert Hövelmans                 | 1945                         |
| Rudolf Klühs                       | 1945                         |
| Margot Kisten                      | 1950                         |
| Walter Schulz                      | 1952                         |
| Erich Preissler                    | 1953                         |
| Paul Kielmann                      | 1955                         |
| Hans-Joachim Berlin                | 1965                         |
| Wolfgang Stifft                    | 1990                         |
| Michael Galander                   | 2002                         |

### Współpraca międzynarodowa
Miasto posiada umowy partnerskie z:
- gmina Burlöv (Szwecja);
- Heide (Niemcy);
- Limbaži (Łotwa);
- gmina Ustka (Polska)[123].

## Gospodarka

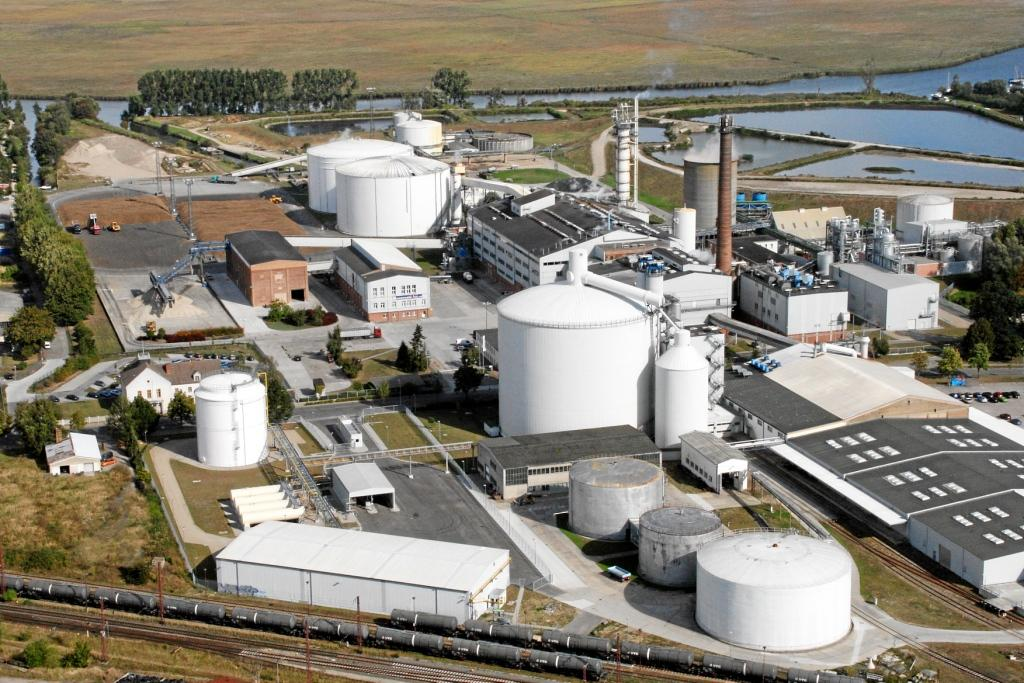
Suikerunie Zuckerfabrik z lotu ptaka

W mieście funkcjonują zakłady przemysłu spożywczego, w tym mięsnego (Anklamer Fleisch- und Wurstwaren GmbH), cukrowniczego (Suikerunie Zuckerfabrik), spirytusowego (Anklamer Bioethanol GmbH), olejarskiego (AnklamExtrakt Extraktionsanlage), także tekstylnego (Antex Federbettenfabrik), meblarskiego (Kontrast Holzverarbeitung GmbH Möbel- und Türenwerke), specjalistycznych produktów sportowych (łucznictwo; BSW – Bogensportwelt – Handels GmbH) oraz budowlanego (STA –Bau- Sicherungstechnischer Anlagenbau Holger Meyer).

## Transport

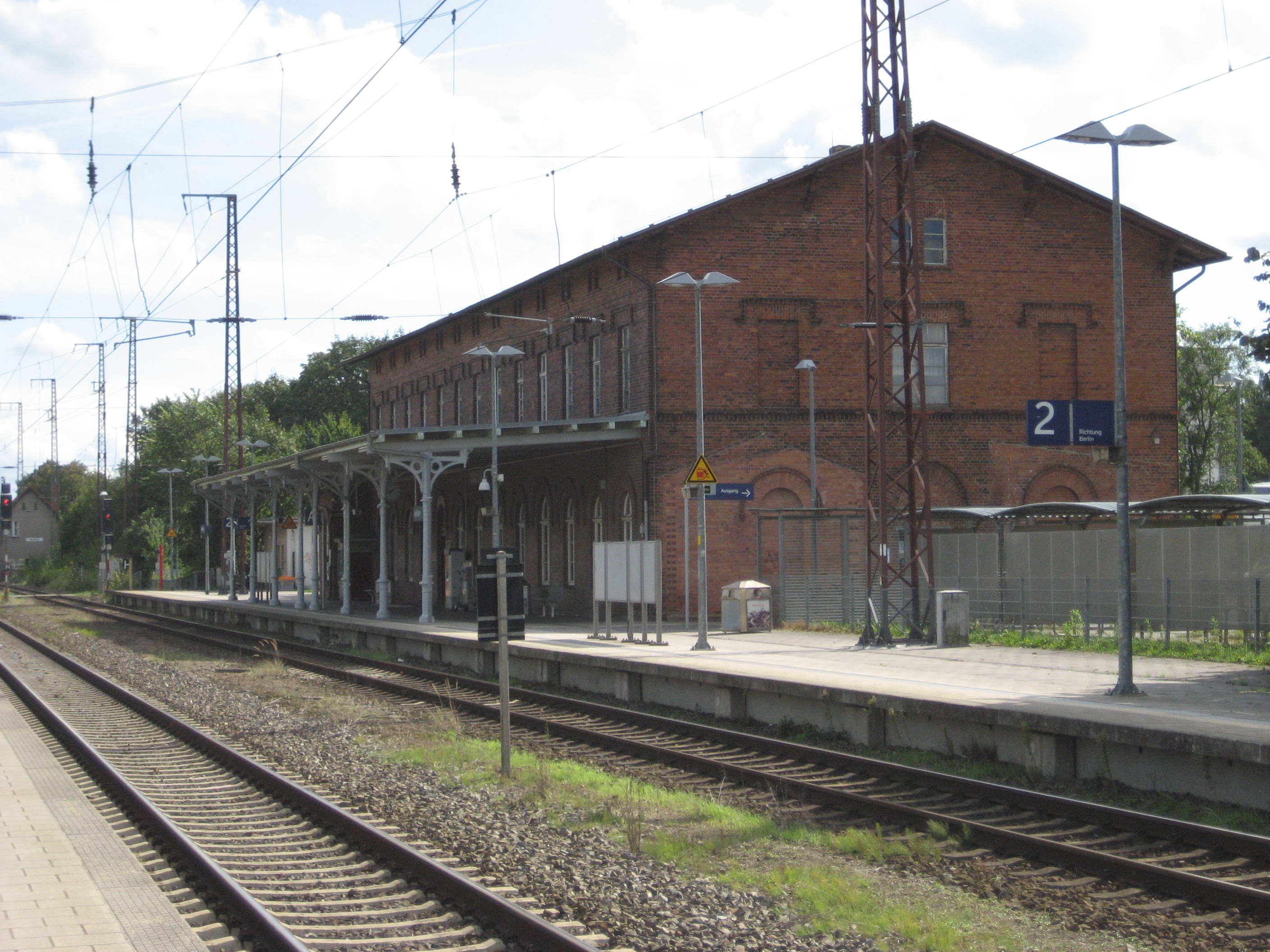
Zabytkowy budynek dworca kolejowego

Anklam jest drogowym węzłem komunikacyjnym, w mieście znajduje się stacja kolejowa Anklam, port rzeczny na Pianie i lotnisko obsługujące loty czarterowe.
W Anklam krzyżują się drogi krajowe B109, B110, B197 i B199 połączenie z autostradą A20; odległość do Greifswaldu to 35 km, do Neubrandenburga – 50 km, a do Berlina – 90 km. Miasto ma obwodnicę (ostatni odcinek otwarty w 2015).
Port rzeczny położony nad żeglowną Pianą dostępny zarówno od strony otwartego morza, jak i ze strony portu dalekomorskiego w Szczecinie służy jako port przeładunkowy dla transportu towarów w górę Piany. Na początku XX wieku obrót (głównie zbożem) kształtował się na poziomie 5,7–7 tys. t (w latach 1907–1911). Współcześnie wzrost wartości przeładunku od 2003 z 85 tys. t, poprzez 110 tys. t w 2012 do 145 tys. t w 2013, a w latach późniejszych wartość dóbr w handlu na kierunku szczecińskim wzrosła.
Stacja kolejowa położona na linii Angermünde–Stralsund obsługuje zarówno ruch regionalny (Meklemburgia-Pomorze Przednie, Brandenburgia), jak i dalekobieżny (zachodnie Niemcy).

## Media
W 1833 zaczął się ukazywać wydawana przez C.L. Zincka periodyk (tygodnik) „Gemeinnütziges Anclamer Wochenblatt für alle Stände” (w 1837 wychodził pod nazwą „Anclamer Kreisblatt”), który w 1843 zmienił częstotliwość ukazywania się (na 3 razy w tygodniu) i nazwę na „Anclamer Wochenblatt” i był wydawany do 1848. Inna gazeta „Pommersches Volks- und Anzeigeblatt” drukowana u W. Dietzego ukazywała się (3 razy w tygodniu) od 1847, a po wchłonięciu „Anclamer Wochenblatt” zmieniła początkowo (w 1848) tytuł na „Pommersches Volks- und Anzeige-Blatt vereinigt mit dem Anclamer Wochenblatt”, by później (w 1849) ukazywać się jako „Kreis- und Volksblatt für den Kreis Anclam vereinigt mit dem Anclamer Wochenblatt”, 1849–1855 poświadczona pod tytułem „Anclamer Kreis-, Volks- und Wochenblatt”, a w latach 1869–1874 poświadczona jako „Anclamer Kreis- und Volksblatt”, wreszcie od 1874 do 1940 już jako dziennik z wydaniem niedzielnym jako „Anklamer Zeitung. Kreisblatt für den Kreis Anklam”. W 1849 i 1850 poświadczone jest również ukazywanie się gazety „Der Anclamer Volksfreund. Ein volkstümliches Blatt nebst Anzeiger”. W latach 1884–1909 ukazywał się dziennik z wydaniem niedzielnym „Anklamer Nachrichten. Anzeiger für Stadt und Kreis Anklam”.
W latach 1887–1891 ukazywał się drukowany u Poettckego tygodnik rolniczy „Der praktische Landwirt. Ratgeber zur Förderung der Landwirtschaft”. U tego samego drukarza ukazywał się w latach 1907–1908 także dziennik przeznaczony dla pobliskiego Lassan pod tytułem „Lassaner Zeitung. Amtlicher Anzeiger der Stadt Lassan”, a w latach 1931–1941 czasopismo anklamskiej gminy ewangelickiej „Evangelisches Gemeindeblatt für die Kirchengemeinden Anklams”.
W 1907 greifswaldzki drukarz Kunike przekształcił dziennik lokalny „Greifswalder Tageblatt” w regionalny o tytule „Tageblatt für Vorpommern. Nachrichten- und Anzeigenblatt für die Städte Greifswald, Grimmen, Demmin, Stralsund, Rügen, Franzburg-Richtenberg, Anklam, Usedom-Wollin-Ueckermünde und die angrenzenden mecklenburgischen Lande”, który ukazywał się do 1921, a na przełomie lat 20. i 30. XX wieku wychodziły przeznaczone m.in. dla Anklam dodatki szczecińskiego tygodnika „Der Pommersche Landbund. Ausgabe A. Stettin”. W latach 1932–1933 wydawany był w Greifswaldzie dziennik (wraz z wydaniem niedzielnym) „Anklamer Tageblatt”, a w latach 1933–1934 wychodził codzienny lokalny dodatek do „Pommersche Zeitung” początkowo o tytule „Greifswald, Anklam, Demmin”, a następnie „Greifswald Stadt u. Land. P.Z.-Beilage”.
Od 1919 ukazywał się urzędowy periodyk (2-3 razy w tygodniu), początkowo pod nazwą „Kreisblatt für den Kreis Anklam”, a w latach 1930–1934 „Amtliches Kreisblatt für den Kreis Anklam”.
W latach 1960–1965 wydawany był przez regionalne organy Socjalistycznej Partia Jedności Niemiec i Frontu Narodowego cotygodniowy lokalny dodatek do dziennika „Freie Erde” pod tytułem „Peene-Rundschau”. W latach 1991–2011 ukazywał się jako miesięcznik urzędowy biuletyn informacyjny powiatowy (powiatu Anklam, a od 1994 powiatu Ostvorpommern) o nazwie „Peene Echo”, w którym ukazywały się powiatowe ogłoszenia. W latach 1994–2012 wychodził jako miesięcznik urzędowy biuletyn informacyjny miasta o nazwie „Anklamer Stadtkurier”, w którym ukazywały się miejskie ogłoszenia.
Od 1993 ukazuje się regionalny tygodnik ogłoszeniowy „Anzeigenkurier. AK. Anklam, Greifswald, Gützkow”, który począwszy od 2016 wielokrotnie zmieniał nazwę i był wydawany jako „AK mit Lokalfuchs. Anzeigenkurier am Mittwoch. Regional ist genial. Anklam, Gützkow, Jarmen, Loitz” (2016), „AK mit Lokalfuchs. Anzeigenkurier am Mittwoch. Regional ist genial. Anklam, Jarmen, Loitz” (2016–2017), wreszcie „Lokalfuchs. Regional ist genial. Anzeigenkurier für Anklam, Jarmen, Loitz” (od 2017).
Od 1994 ukazuje się pod tytułem „Anklamer Zeitung” wydanie regionalne dziennika „Nordkurier” (przed 1990 noszącego nazwę „Freie Erde”; od 1994 z cotygodniowym dodatkiem telewizyjnym początkowo o tytule „Tele-Prisma”, a od 1997 „Prisma”), następnie od 2011 do 2013 wychodzące jako „Vorpommern Kurier. Zeitung für Anklam, Greifswald, Jarmen, Loitz, Wolgast und den Landkreis”, od 2013 zaś jako „Vorpommern-Kurier. Anklam, Ducherow, Spantekow und die Region” (od 2014 także w formie elektronicznej).

## Oświata i nauka

### Dzienna opieka nad dziećmi
W 2020 w Anklam czynnych było 6 instytucjonalnych placówek dziennej opieki nad dziećmi i 5 placówek prowadzonych przez opiekunki upoważnione do dziennej opieki nad dziećmi.

### Szkoły

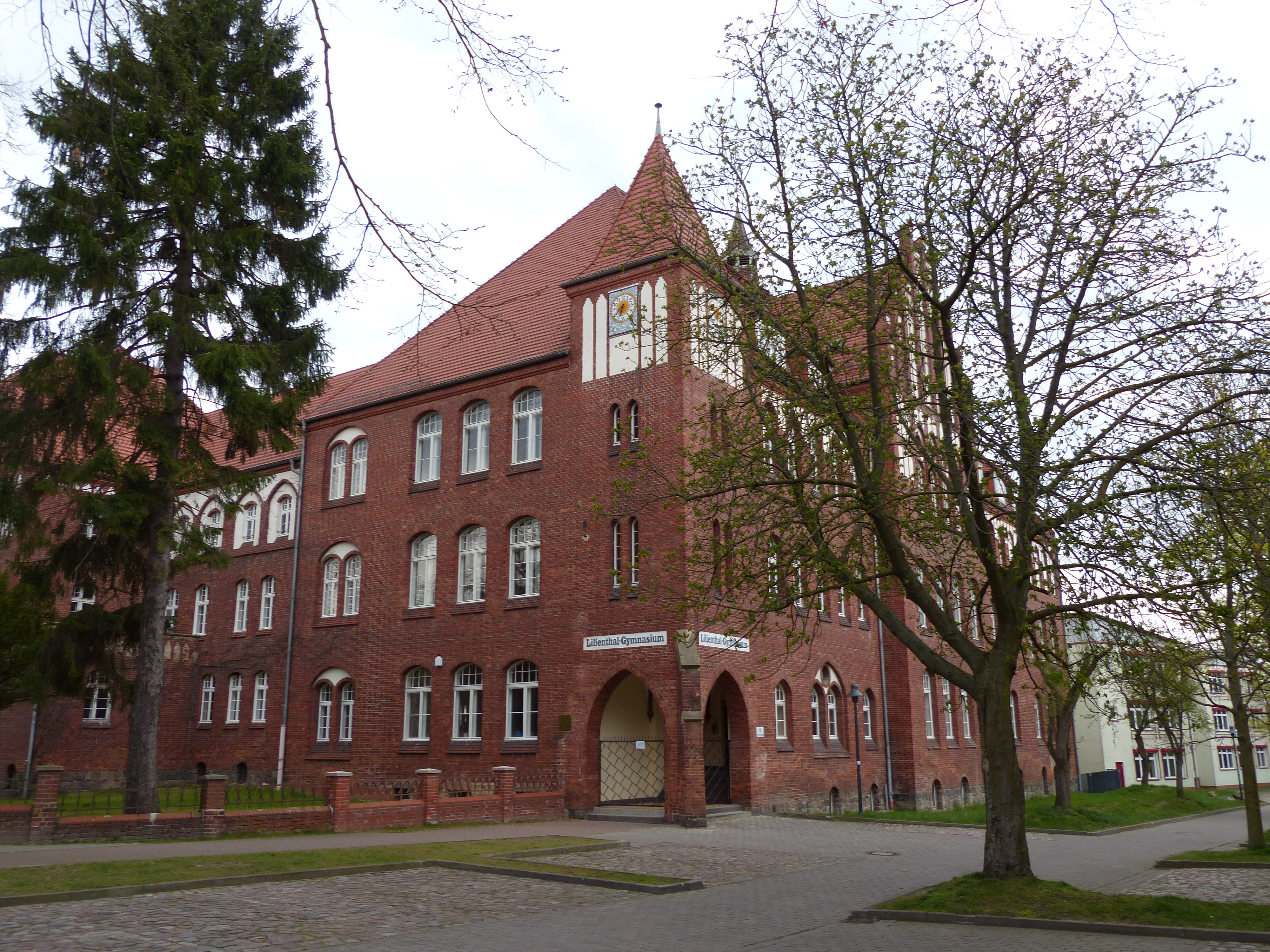
Lilienthal-Gymnasium

Miasto jest siedzibą kilku placówek szkolnych (umożliwiających kształcenie na poziomie podstawowym i średnim), do których uczęszczają także uczniowie z obszaru dawnego powiatu Anklam. W 2020 w mieście funkcjonowały 4 szkoły podstawowe (Grundschule; w tym jedna niepubliczna – luterańska), sieć placówek szkolnictwa średniego tworzą: Lilienthal-Gymnasium oraz 2 szkoły regionalne (Regionalschulen), ponadto w Anklam mieszczą się 2 szkoły specjalne, uniwersytet ludowy (Volkshochschule) oraz 2 centra kształcenia zawodowego.
Szkolnictwo wyższe okresowo (jako wędrowne studium dla zakonników, zawiązane m.in. przez anklamskich augustianów) istniało w mieście od 1415. Około 1500 poświadczone jest istnienie szkolnictwa elementarnego.
W 1847 przekształcono wyższą szkołę miejską (höhere Bürgerschule) w gimnazjum. Rozwój szkolnictwa w Anklam nastąpił szczególnie w ciągu drugiej połowy XIX wieku: w 1851 oddano do użytku nowy budynek gimnazjum, a w 1864 budynek wyższej szkoły żeńskiej. W tym samym roku utworzono średnią szkołę miejska (mittlere Bürgerschule), a w 1870 powołano do życia szkołę oficerską (Kriegsschule). Kolejne inwestycje tyczyły się nowych budynków dla szkoły miejskiej (Stadtschule) w 1882 i dla wyższej szkoły żeńskiej w 1905 (stary budynek objął naczelnik poczty).
W 2006 powołano do życia niepubliczną luterańską szkołę podstawową Evangelische Schule Anklam (od 2010 pod nazwą Evangelische Schule Peeneburg), która od 2009 zajmuje budynek dawnego gimnazjum przy Baustraße. W sześcioklasowej szkole uczy się około 100 uczniów, a zarządza nią stowarzyszenie Förderverein Evangelische Schule Anklam e.V.

## Osoby urodzone w Anklam
Anklam znane jest przede wszystkim jako miejsce urodzin Ottona Lilienthala, pioniera lotnictwa i konstruktora pierwszych szybowców. Jego osobie poświęcone jest miejscowe muzeum.